# Beruete
Beruete és una pedania del municipi espanyol de Basaburua, a la província de Navarra. El 2006 tenia 156 habitants. A la frontera entre Leitza i Basaburua hi ha el parc eòlic anomenat "Aritz", de 19,2 megawatts de potència i propietat d'Acciona.